# Eocatops
Eocatops är ett släkte av skalbaggar som beskrevs av Henri de Peyerimhoff 1924. Eocatops ingår i familjen mycelbaggar.
Släktet innehåller bara arten Eocatops lapponicus.